# Dane Bird-Smith

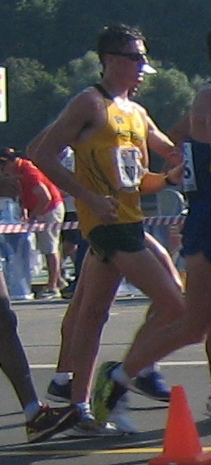
Dane Bird-Smith, 2013

Dane Bird-Smith (* 15. Juli 1992 in Kippa-Ring, Queensland) ist ein australischer Geher. Der 1,87 m große und 72 kg schwere Athlet startet für den Queensland Racewalking Club.

## Karriere
Seine ersten großen Erfolge erzielte Bird-Smith bei den Oceania Race Walking Championships, bei denen er 2011 über 10 km der Junioren und 2014 über 20 km jeweils Gold gewann. Auch 2015 bei der Universiade im südkoreanischen Gwangju war er über 20 km siegreich. Er nahm  an drei Weltmeisterschaften teil, 2013 in Moskau, 2015 in Peking und 2017 in London. In Moskau wurde er Elfter, in Peking Achter und in London Sechster in der persönlichen Bestzeit von 1:19:28 Stunden Bei den Olympischen Spielen 2016 in Rio de Janeiro gewann er über 20 km in 1:19:37 Stunden die Bronzemedaille hinter den beiden Chinesen Wang Zhen und Cai Zelin. 2018 siegte er bei den Commonwealth Games in Gold Coast in 1:19:34 Stunden.
Sein Vater David Smith war ebenfalls als Geher aktiv und nahm zweimal an Olympischen Spielen teil.